# Артезиан (Крым)
Артезиа́н (укр. Артезіан, крымскотат. Artezian, Артезиан) — исчезнувшее село в Ленинском районе Республики Крым, располагавшееся на севере района, в одноимённой маловодной балке Керченского полуострова, примерно в 2 км к востоку от современного села Новоотрадное.

## История
В 2004—2008 годах в данной местности производились  раскопки древнегреческого городища и некрополя (руководитель экспедиции Н. И. Винокуров)
Село Артезиан было основано на месте хутора Безкровнаго, который впервые встречается на карте 1836 года, а на карте 1842 года хутор обозначен условным знаком «малая деревня», то есть, менее 5 дворов. На трёхверстовой карте 1865—1876 года хутор обозначен без указания числа дворов. Был ли хутор прямым предшественником села, или в существовании поселения был перерыв, выяснить из доступных источников пока не удалось.
Как село Артезиан впервые в исторических документах встречается в Списке населённых пунктов Крымской АССР по Всесоюзной переписи 17 декабря 1926 года, согласно которому в селе Артезиан, Маяк-Салынского сельсовета Керченского района, числилось 18 дворов, из них 15 крестьянских, население составляло 71 человек, из них 44 украинца, 16 русских и 7 белорусов. Постановлением ВЦИК «О реорганизации сети районов Крымской АССР» от 30 октября 1930 года (по другим сведениям 15 сентября 1931 года) Керченский район упразднили и село включили в состав Ленинского, а, с образованием в 1935 году Маяк-Салынского района (переименованного 14 декабря 1944 года в Приморский) — в состав нового района. На километровой карте Генштаба Красной армии 1941 года в Артезиане обозначено 6 дворов и молочная ферма. Исключен из учётных данных в период с 1948 по 1954 год.